# John Huyler

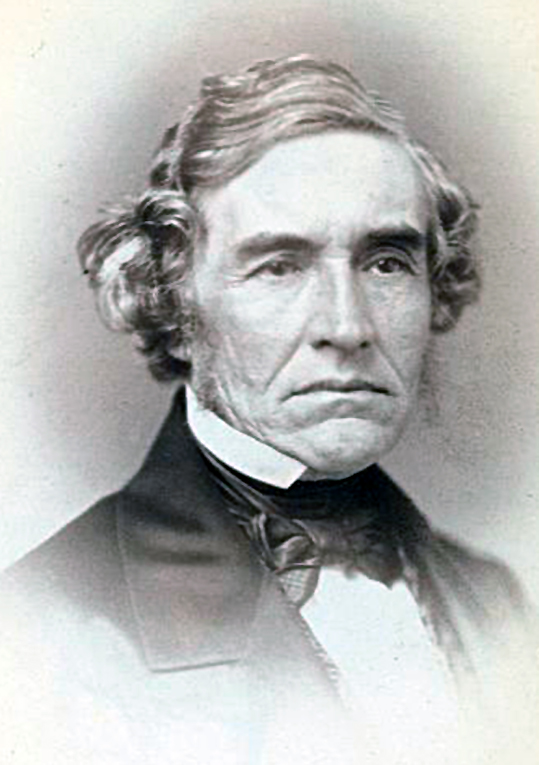
John Huyler (1859)

John Huyler (* 9. April 1808 in New York City; † 9. Januar 1870 in Hackensack, New Jersey) war ein US-amerikanischer Politiker. Zwischen 1857 und 1859 vertrat er den Bundesstaat New Jersey im US-Repräsentantenhaus.

## Werdegang
John Huyler besuchte die öffentlichen Schulen in Tenafly. Danach war er bis 1846 in New York in der Bauindustrie tätig, wobei er vom einfachen Maurer bis zum Bauunternehmer aufstieg. Im Jahr 1846 zog Huyler nach New Jersey, wo er in der Landwirtschaft arbeitete. Seit 1855 lebte er in Hackensack. Dort stieg er in den Handel und das Holzgeschäft ein. Gleichzeitig begann er als Mitglied der Demokratischen Partei eine politische Laufbahn. Huyler war Mitglied und Vorsitzender des Kreisrats im Bergen County. In den Jahren 1849 bis 1851 gehörte er der New Jersey General Assembly an; 1851 war er Präsident des Hauses. Von 1854 bis 1857 fungierte er als Richter an einem Berufungsgericht.
Bei den Kongresswahlen des Jahres 1856 wurde Huyler im vierten Wahlbezirk von New Jersey in das US-Repräsentantenhaus in Washington, D.C. gewählt, wo er am 4. März 1857 die Nachfolge von George Vail antrat. Da er im Jahr 1858 nicht bestätigt wurde, konnte er bis zum 3. März 1859 nur eine Legislaturperiode im Kongress absolvieren. Diese war von den Ereignissen im Vorfeld des Bürgerkrieges geprägt. Nach dem Ende seiner Zeit im US-Repräsentantenhaus arbeitete John Huyler vor allem im Holzgeschäft. Am 9. Januar 1870 fiel er einem Mordanschlag zum Opfer. Er wurde in Hackensack beigesetzt.